# Stipa latiglumis
Stipa latiglumis là một loài thực vật có hoa trong họ Hòa thảo. Loài này được Swallen miêu tả khoa học đầu tiên năm 1933.